# The Archies
The Archies (А́рчиз) — вымышленная группа, которую создали Арчи Эндрюс, Джагхед Джонс и Мэнтл, Реджи — персонажи из комиксов про Арчи — в мультипликационном сериале The Archie Show.
Музыку за группу записывали сессионные музыканты с вокалистом Роном Данте. В реальном мире группа издала серию синглов и альбомов. Самая известная песня — Sugar, Sugar — стала одним из крупнейших хитов расцветавшего с 1968—1972 годов жанра бабблгам-поп.

## Дискография
Полную дискографию см. в английском разделе.
- The Archies (1968)
- Everything’s Archie (1969)
- Jingle Jangle (1969)
- Sunshine (1969)
- This Is Love (1971)